# Gymnochthebius weiri
Gymnochthebius weiri är en skalbaggsart som beskrevs av Perkins 2005. Gymnochthebius weiri ingår i släktet Gymnochthebius och familjen vattenbrynsbaggar. Inga underarter finns listade i Catalogue of Life.